# Bloodbath
Bloodbath (укр. «Кривава баня») — шведський дез-метал гурт, який об'єднав в собі безліч відомих і авторитетних музикантів шведської метал-сцени, однак, є постійно діючою метал-формацією, попри те, що у всіх її учасників вже є свої гурти. Має свій характерний жорсткий, але мелодійний саунд з чоловічим гроулінгом, звучання якого відрізняється на альбомах, де були різні вокалісти. Названа критиками «супер дез-метал формація», яка повернула назад стару школу дез-металу.

### Народження супер-гурту
Заснований він двома незмінними учасниками гурту Katatonia, а саме — Йонасом Ренксе і Андерсом Ністремом, а також Даном Сване, який також був помічений у лавах вищевказаного гурту, але відоміший по гурту Edge of Sanity і Мікаелем Окерфельдт (відомому громадськості по гурту Opeth і також по роботі в Katatonia на вокалі в 1996–1997-их) в 1999-му році.
Вже з першого EP, що мав назву Breeding Death і вийшов в 2000-му році, стало ясно, що нічого спільного з музикою гуртів, в яких грають музиканти, саунд нової формації не має. Спочатку обов'язки між учасниками гурту розподілилися таким чином:
- Мікаель Окерфельдт — вокал
- Йонас Ренксе — бас
- Андерс Ністрем — гітара
- Дан Сване — ударні

Музика колективу була квінтесенцією шведського дез-металу з жорстким гроулом, що робило музику навіть страхітливою, та, однак, все це тільки сприятливо впливало на думку критиків.
Таким чином протягом двох років вони записують новий матеріал для свого першого повнометражного альбому, основними темами якого стали (і залишаються донині) жорстокість, насильство, блюзнірство, смерть та інші жахи. Він отримав назву Resurrection Through Carnage і вийшов 25 листопада 2002-го року на лейблі Century Media Records, і був зустрінутий дуже тепло критиками і шанувальниками жанру.

### Зміна складу і другий альбом
Але попри успіх першого альбому і зростаючу популярність гурту, Мікаель Окерфельдт покидає гурт у 2004-му, щоб зосередитися на своєму основному гурті Opeth. Залишившись без вокаліста гурт майже відразу бере на це місце Пітера Тегтгрена, який не менш відомий світові по гуртах Hypocrisy і Pain. Його участь привнесла в колектив щось своє, особливе, разом з гроулінгом з'явився характерний для нього скрімінг, що істотно відрізняло вокал і частково музику від двох попередніх релізів.
Як раз в цей час Дан Сване перемикається на другу гітару, а на місце барабанщика беруть Мартіна Аксенрота, відомого по гуртах Witchery, Satanic Slaughter, та Opeth. Другий альбом вийшов у вересні 2004-го року і мав назву Nightmares Made Flesh. На ньому було помічено прогресування гурту, тим більше ставши тепер квінтетом, він став остаточно не тимчасовим проєктом музикантів, а саме повноцінним гуртом.

### Wacken Open Air 2005 і нові втрати
Проте в лютому 2005 року про свій відхід заявляє Пітер з причини «конфліктуючих графіків», але в серпні 2005-го Мікаель Окерфельдт знову приєднується до гурту, але лише для виступу на фестивалі Wacken Open Air в Німеччині, єдиному концерті, який музиканти дали цього року, він у майбутньому увійшов на DVD, що вийшов аж 2008 року. Після цього концерту у Блекхайма була викрадена його гітара ES S-88AN чорного кольору, виготовлений на замовлення під нього, і так і не була знайдена.
В вересні 2005-го колектив продовжив пошуки вокаліста. Але на цьому проблеми не закінчилися. У серпні 2006-го гурт покидає ще один із засновників, а саме Дан Свано. Хоча його відхід з BLOODBATH був досить суперечливим. Гурт заявив, що змушений був розлучитися з музикантом, мотивуючи, як музичними розбіжностями, так і його великою зайнятістю в інших проєктах, але Свано ж не тільки не підтвердив, а майже повністю спростував заяву гурту. За його словами, Блекхайм сам надіслав йому e-mail, з повідомленням про те, що вони більше не потребують його послуги, сам мульти-інструменталіст не сприйняв це вороже, заявивши лише: «Я бажаю хлопцям всього найкращого і сподіваюся, що вони ввічливо запитають у мене дозвіл грати мої речі наживо для вас». Таким чином гурт залишився без другого гітариста, крім того, відповідний вокаліст все ще не був знайдений.

### Друге пришестя і запис нового матеріалу
27 березня 2007-го гурт повідомив про те, що склад все ще недоукомплектований, але вони працюють над новим матеріалом і планують випустити mini-CD вже до кінця літа, але цього не сталося. В серпні 2007 року Йонас Ренксе на офіційному форумі гурту розвіяв усі чутки і повідомив про те, що робота в прогресі.
30 січня 2008-го року на офіційному сайті гурту було опубліковано повідомлення про те, що Мікаель Окерфельдт знову повернувся в колектив і готовий продовжувати роботу над новим матеріалом. Разом з ним також був прийнятий і новий другий гітарист Пер Ерікссон, який встиг пограти в гуртах 21 Lucifers і Genocrush Ferox, і раніше вже працював, як технік в Bloodbath і Katatonia . У такому складі вони спочатку дописують і видають навесні EP Unblessing The Purity. З приводу свого повернення і запису нового матеріалу Мікаель заявив наступне:
  «Я злегка» згадав "про повернення, але зараз безумовно не шкодую про це. Зрозуміло, що я зайнятий весь час своєю сім'єю і Opeth, так що не налаштовуйтесь на масові турне, АЛЕ я дійсно вірю, що ми будемо давати окремі концерти, коли буде відповідний час. Мене попросили заспівати на чотирьохтрековому виданні «Unblessing the Purity», коли хлопці працювали над ним, і я сказав, що це найкращий death metal, який я чув з часів «Domination». Я навіть не брав до уваги ступінь моєї особистої участі, а просто зробив те, що вони хотіли від мене, і це звучить дуже добре! Також, можливо, ми запишемо ще один альбом коли-небудь пізніше … " 
І, вже до середини осені, новий довгоочікуваний альбом The Fathomless Mastery, очікування якого склало майже 4 роки, побачив світ. У тому ж році виходить запис концерту гурту на Wacken Open Air 2005-го року на DVD і CD, що отримали назву The Wacken Carnage. З цього приводу гурт оприлюднив наступну заяву:
  "Нарешті наш перший і єдиний концерт повстав з мертвих так само, як це роблять зомбі з фільмів жахів — 21 квітня на лейблі Candlelight виходить CD/DVD дігіпак «The Wacken Carnage». Минуло вже три роки з того моменту, як відбулося це шоу, але вам нічого побоюватися — коли гурт тільки заснувався, ми були у відмінній формі, і концерт пройшов просто чудово, буде ще один привід згадати ті славні дні і зайвий раз переконатися, що справжній death metal не старіє " 
17 січня 2009-го року гурт опублікував наступне оголошення:
«Разом з режисером Owe Lingwall'ом і Village Road Film ми закінчили знімання першого офіційного відеокліпу в історії команди на трек 'Hades Rising', який увійшов до нового альбому Bloodbath 'The Fathomless Mastery'. Відео команди було знято в містечку Vallentuna, недалеко від Стокгольма, яке повно хедбенгінгу, крові, хаосу і справжнього дез-металу! Інша частина сюжету була відзнята в Umeå, де кадри будуть відредаговані в найближчі чотири тижні. Так що чекайте справжнє диявольське відео. Воно знищить тисячі душ!» 
Останні два релізи і DVD вийшли на лейблі Peaceville Records, в той час, як інші релізи — на Century Media Records.
Наприкінці лютого колектив заявив про те, що аж до 2010-го року гурт не буде проводити будь-які концерти чи тури, через зайнятість Мікаеля і Мартіна в Opeth, а після нетривалих пошуків, заміну для концертів їм вирішили все-таки не шукати і прийняли рішення про призупинення концертної діяльності.
17 листопада 2014 гурт випускає новий альбом — Grand Morbid Funeral. Склад на альбомі виявився справді королівський: Nick Holmes (Paradise Lost), Lord Seth і Blakkheim (Katatonia, Diabolical Masquerade), Sodomizer і Axe (Opeth). Також в записі взяли участь Chris Reifert і Eric Cutler (Autopsy).

## Учасники

### Поточний склад
- Нік Холмс — вокал (2014-дотепер)
- Мартін Аксенрот — ударні (2004-дотепер)
- Андерс Ністрьом — гітара (1999-дотепер)
- Йонас Ренксе — бас (1999-дотепер)
- Хоакім Карлссон  — гітара (2018-дотепер)

### Колишні учасники
- Пер Ерікссон — гітара (2008—2017)
- Мікаель Окерфельдт — вокал (1999—2003, 2005, 2008—2012)
- Петер Тагтгрен — вокал (2004—2005)
- Дан Свано — ударні (1999—2004), гітара (2004—2006)

## Інші проєкти та гурти учасників

### Нік Холмс
- Paradise Lost (дум-метал/готичний метал) — вокал (1988-)

### Андерс Ністрьом
- Katatonia (дум-метал) — гітара, бек-вокал, програмування, бас, клавішні (1987-)
- Diabolical Masquerade (авангардний метал/блек-метал) — гітара, вокал, програмування, бас, клавішні (1993—2004)
- Bewitched (треш-метал/блек-метал/павер-метал) — гітара, вокал (1995—1997)

### Йонас Ренксе
- Katatonia (дум-метал) — вокал, програмування, ударні, гітара, клавішні (1987-)
- October Tide (мелодійний дум-дез-метал) — ударні, гітара, вокал (1995—1999)

### Мікаель Окерфельдт
- Opeth (прогресивний дез-метал) — вокал, гітара, бас (1990-)
- Katatonia (дум-метал) — вокал (1996—1997)
- Steel (павер-метал) — гітара (1996—1998)
- Eruption

### Мартін Аксенрот
- Nephenzy Chaos Order (блек-дез-метал) — ударні
- Triumphator (блек-метал) — ударні (1995—1997)
- Morgue (дез-метал) — ударні (1996-)
- Witchery (спід-метал/треш-метал) — ударні (1997-)
- Nifelheim (треш-блек-метал) — ударні (1999—2000)
- Satanic Slaughter (блек-метал/дез-метал/треш-метал) — ударні (1998—2006)
- Opeth (прогресивний дез-метал) — ударні (2006-)

### Пер Ерікссон
- 21 Lucifers (треш-дез-метал) — бас (?-)
- Genocrush Ferox (дез-метал) — гітара (?-1997)
- Komotio (мелодійний дез-метал/металкор) — ударні (2000-)

## Дискографія

### Студійні альбоми
- Resurrection Through Carnage (2002)
- Nightmares Made Flesh (2004)
- The Fathomless Mastery (2008)
- Grand Morbid Funeral (2014)
- The Arrow of Satan Is Drawn (2018)
- Survival of the Sickest (2022)

### Міні-альбоми
- Breeding Death (2000)
- Unblessing the Purity (2008)

### Концертні альбоми
- The Wacken Carnage (2008)
- Bloodbath over Bloodstock (2011)